# Заклиння (Заклинське сільське поселення)
Заклиння (рос. Заклинье) — присілок у Лузькому районі Ленінградської області Російської Федерації.
Населення становить 2736 осіб. Належить до муніципального утворення Заклинське сільське поселення.

## Історія
Згідно із законом від 28 вересня 2004 року № 65-оз належить до муніципального утворення Заклинське сільське поселення.

## Населення
| 2007 | 2010  |
| ---- | ----- |
| 3311 | ↘2736 |